# Magnispina
Genre
Magnispina est un genre d'opilions laniatores de la famille des Gonyleptidae.

## Distribution
Les espèces de ce genre sont endémiques du Brésil. Elles se rencontrent dans les États d'Espírito Santo et de Bahia.

## Liste des espèces
Selon World Catalogue of Opiliones (26/08/2021) :
- Magnispina bahiana Gueratto, Mendes & Pinto-da-Rocha, 2017
- Magnispina neptunus Mendes, 2011
- Magnispina robusta Gueratto, Mendes & Pinto-da-Rocha, 2017

## Publication originale
- Mendes, 2011 : « Phylogeny and taxonomic revision of Heteropachylinae (Opiliones: Laniatores: Gonyleptidae). » Zoological Journal of the Linnean Society, vol. 163, no 2, p. 437–483.